# 聖米格爾島 (加利福尼亞州)

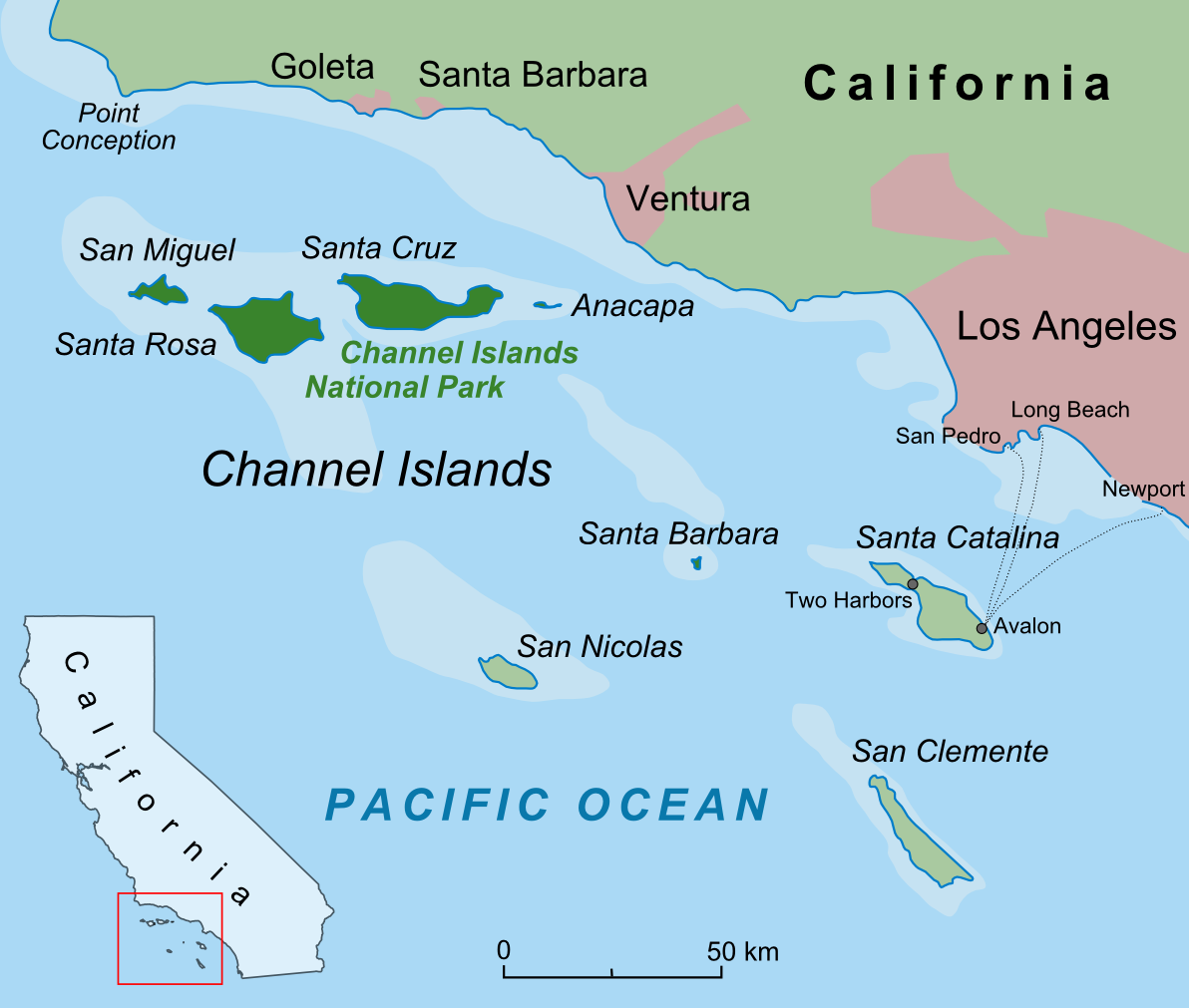

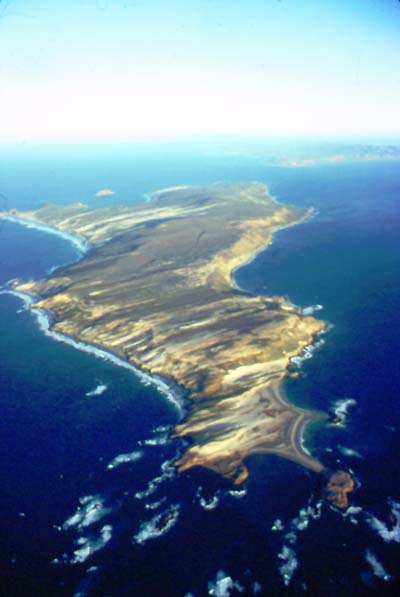

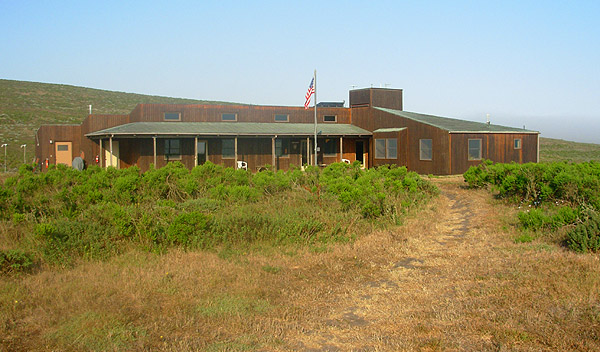

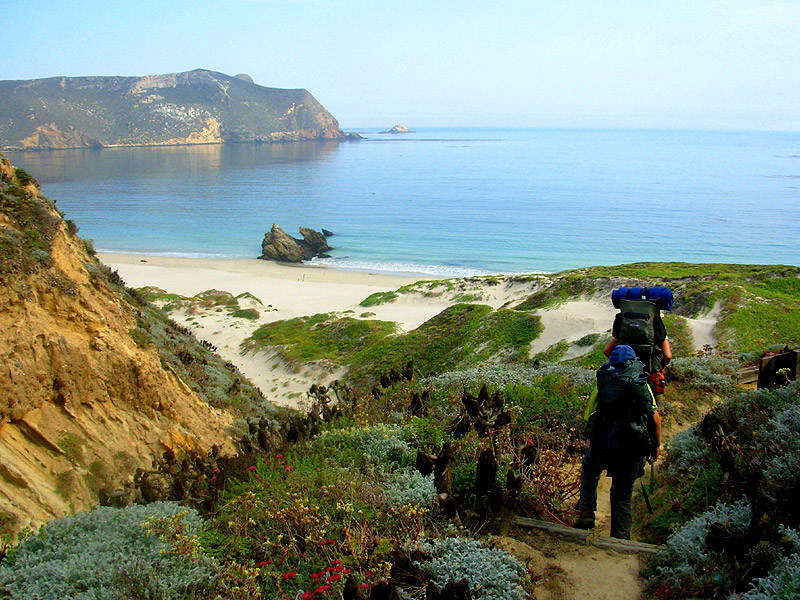

聖米格爾島（英語：San Miguel Island）是美國的島嶼，位於太平洋海域，屬於海峽群島的一部分，由聖巴巴拉縣負責管轄，長13公里、寬6公里，面積37.74平方公里，最高點海拔高度253米，島上無人居住。
34°02′23″N 120°22′32″W / 34.03972°N 120.37556°W